# Newport Rebels
Newport Rebels est un album du groupe  dirigé par Charles Mingus, Max Roach, Eric Dolphy, Roy Eldridge et Jo Jones, regroupés sous le nom de Jazz Artists Guild et enregistré en studio en novembre 1960 pour le label Candid.
L’enregistrement fait suite au festival alternatif organisé la même année par Charles Mingus et Max Roach en réaction au festival de Newport, devenu à leurs yeux un festival conservateur et commercial. Il se tint à Cliff Walk Manor, à quelques kilomètres de Newport.
Y participèrent également  Tommy Flanagan, Coleman Hawkins, Booker Little et Abbey Lincoln.

## Personnel
- Roy Eldridge (pistes 1, 3 & 5), Booker Little (piste 2), Benny Bailey (piste 4) - trompette
- Jimmy Knepper (piste 1), Julian Priester (piste 2) - trombone
- Eric Dolphy - saxophone alto (pistes 1 & 4)
- Walter Benton - saxophone ténor (piste 2)
- Tommy Flanagan (pistes 1, 3 & 5), Kenny Dorham (piste 4) - piano
- Charles Mingus (piste 1, 3 & 5), Peck Morrison (pistes 2 & 4) – contrebasse
- Jo Jones (pistes 1,3, 4 et 5), Max Roach (piste 2) - batterie
- Abbey Lincoln - voix (piste 4)

## Pistes et dates d'enregistrement[2]
| 1.    | Mysterious Blues                | Charles Mingus                                         | 8:35 |
| 2.    | Cliff Walk                      | Booker Little                                          | 9:37 |
| 3.    | Wrap Your Troubles In Dreams    | Harry Barris                                           | 3:47 |
| 4.    | Tain't Nobody's Bizness If I Do | Everett Robbins, Porter Grainger                       | 7:11 |
| 5.    | Me and You                      | Charles Mingus, Jo Jones, Roy Eldridge, Tommy Flanagan | 9:46 |
| 39:34 |                                 |                                                        |      |

Les morceaux Cliff Walk et Tain’t Nobody’s Bizness If I Do ont été enregistrées durant la session du 1er novembre 1960, les autres le 11 novembre de la même année.